# René de Blonay
René de Blonay (italianisé en Renato De Blonay), né le 29 avril 1777 et mort le 22 novembre 1852 à Évian, est un aristocrate, militaire et homme politique savoyard du royaume de Sardaigne, issu de la famille de Blonay.

## Biographie

### Origines
Né le 29 avril 1777 à Évian, dans le duché de Savoie, Joseph Emmanuel René, est le dernier fils du baron François de Blonay, marquis d'Hermance (1712-1780), et de Lucréce-Nicole de Virieu (1742-1820). Il a neuf frères et sœurs, dont Philippe-François-Michel (1764-après 1810), qui fut maire d'Évian.
Il épouse en 1822 Anne-Claudine-Gabrielle Lasthénie Berthoton, de Montferrand,.

### Carrière
Colonel de cavalerie de l'armée sarde, il est élu député de la Savoie, pour le collège d'Évian, au Parlement du royaume de Sardaigne le 9 décembre 1849,. Il garde son mandat jusqu'à son décès.
René de Blonay meurt le 22 novembre 1852, à Évian.

## Décoration
René de Blonay a été fait, :
- Chevalier de la Légion d'honneur